# Michele Lazazzera
Michele Lazazzera (Bari, 24 gennaio 1968) è un ex velocista italiano.

## Biografia
Nato nel 1968 a Bari, nel 1986 ha preso parte ai Mondiali juniores di Atene, uscendo in batteria nella staffetta 4×100 m, 5º con il tempo di 41"00, insieme ad Arcangelo Mariano, Alberto Martilli e Daniele Ruggieri, e ai quarti di finale nei 100 m piani, 6º in 10"97, dopo aver superato la sua batteria da 2º in 10"83. Nel 1985 e 1987 è stato invece di scena agli Europei juniores di Cottbus e Birmingham, ottenendo un 5º (in 40"60) e un 7º (in 41"34) posto nella staffetta 4×100 m, partecipando anche nel primo caso ai 200 m piani (fuori in semifinale in 21"79) e nel secondo ai 100 m piani (uscendo in batteria in 10"79).
A 20 anni ha partecipato ai Giochi olimpici di Seul 1988, nei 100 m piani, uscendo ai quarti di finale, 5º con il tempo di 10"50, dopo aver passato la sua batteria da 3º con il tempo di 10"47.
Nel 1991 è stato campione italiano nella staffetta 4×100 m, in 40"08, con le Fiamme Azzurre, insieme a Maurizio De Masi, Domenico Gorla e Mario Longo.
Ha detenuto per quasi 34 anni il record italiano nei 60 metri allievi indoor, 6"83, stabilito nel 1985 ed eguagliato nel 2018 e battuto nel 2019 da Federico Guglielmi.

## Palmarès
| Anno | Manifestazione    | Sede       | Evento      | Risultato        | Prestazione | Note |
| ---- | ----------------- | ---------- | ----------- | ---------------- | ----------- | ---- |
| 1985 | Europei juniores  | Cottbus    | 200 m piani | Semifinale       | 21"79       |      |
| 1985 | Europei juniores  | Cottbus    | 4×100 m     | 5º               | 40"60       |      |
| 1986 | Mondiali juniores | Atene      | 100 m piani | Quarti di finale | 10"97       |      |
| 1986 | Mondiali juniores | Atene      | 4×100 m     | Batteria         | 41"00       |      |
| 1987 | Europei juniores  | Birmingham | 100 m piani | Batteria         | 10"79       |      |
| 1987 | Europei juniores  | Birmingham | 4×100 m     | 7º               | 41"34       |      |
| 1988 | Giochi olimpici   | Seul       | 100 m piani | Quarti di finale | 10"50       |      |

## Campionati nazionali
- 1 volta campione nazionale assoluto della staffetta 4×100 m (1991)

1991
- Oro ai campionati italiani assoluti, 4×100 m - 40"08